# کارن مادویان
کارن مادویان (بلغاری: Карен Мадоян؛ زادهٔ ۲۸ نوامبر ۱۹۹۵ در وارنا) بازیکن فوتبال در پست هافبک اهل بلغارستان-ارمنستان است.

## باشگاهی
از باشگاه‌هایی که در آن بازی کرده‌است می‌توان به چرنو موره اشاره کرد.
تا تاریخ ۲۶ مه ۲۰۱۵
| باشگاه    | فصل     | لیگ    | لیگ  | جام حذفی | جام حذفی | قاره‌ای | قاره‌ای | مجموع  | مجموع |
| باشگاه    | فصل     | بازی‌ها | گل‌ها | بازی‌ها   | گل‌ها     | بازی‌ها | گل‌ها   | بازی‌ها | گل‌ها  |
| --------- | ------- | ------ | ---- | -------- | -------- | ------ | ------ | ------ | ----- |
| چرنو موره | 2014–15 | ۱      | ۰    | ۰        | ۰        | —      | —      | ۱      | ۰     |
| چرنو موره | مجموع   | ۱      | ۰    | ۰        | ۰        | ۰      | ۰      | ۱      | ۰     |

## تیم ملی
وی همچنین در تیم ملی فوتبال زیر ۱۷ سال ارمنستان بازی کرده‌است.